# La Creueta (Cabrils)
La Creueta és una creu de terme de Cabrils (Maresme) situada al carrer de la Creueta, cantonada Pujada de La Creueta.

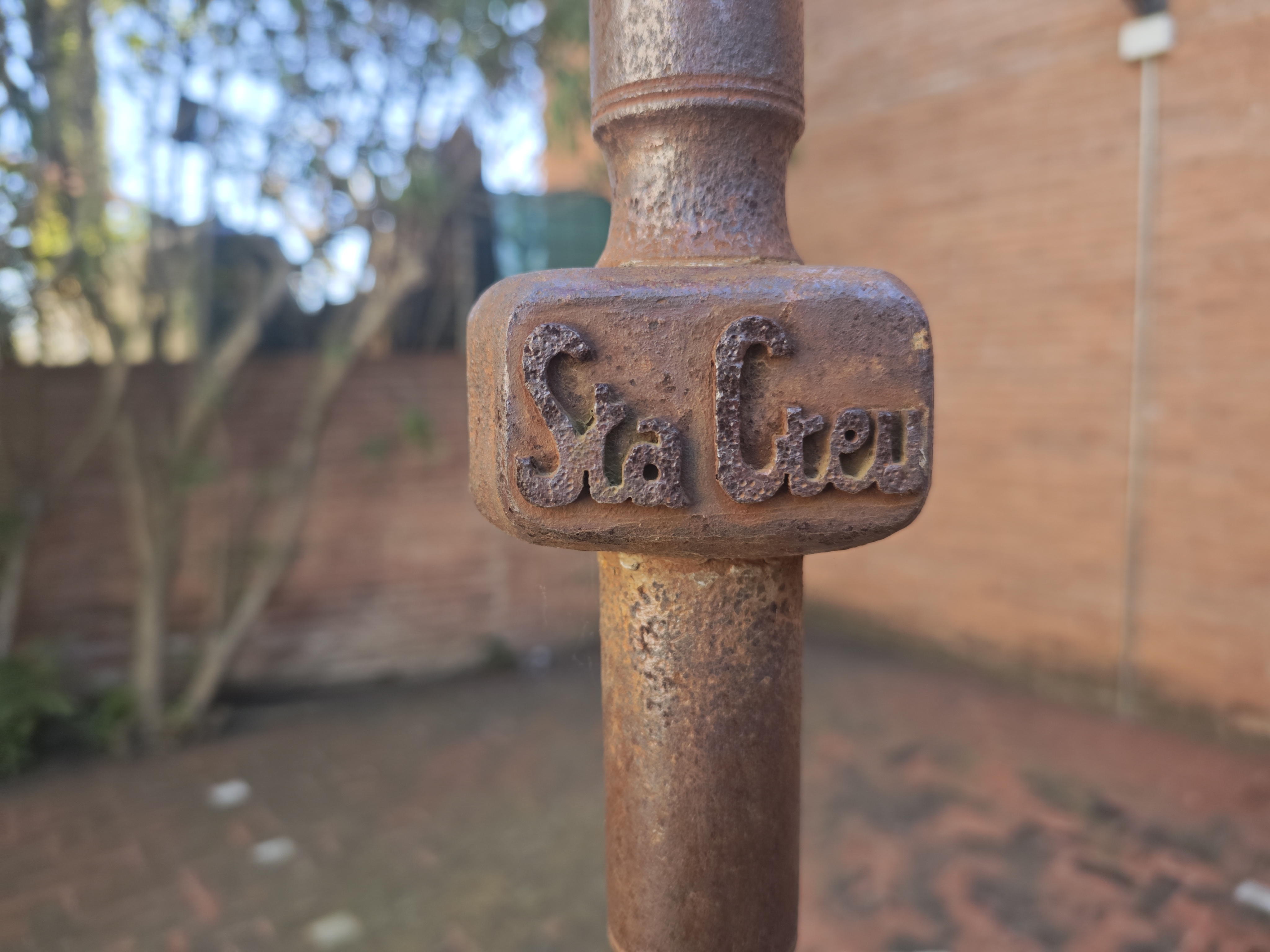
La Creueta detall

És una creu de ferro forjat col·locada damunt una peanya granítica de secció hexagonal. Porta les inscripcions: Sta. Creu, INRI i 1895. Ubicada en un lloc estratègic del terme municipal, al mig d'un paratge adequat com espai públic. En aquesta creu es beneeix el terme el dia 3 de maig. Abans des d'aquí es divisava tot el terme. Ara el tapen les cases. L'any 1990 es va remodelar l'espai de La Creueta per la construcció d'habitatges en el seu entorn.